# Paisaje con la boda de Isaac y Rebeca
Paisaje con la boda de Isaac y Rebeca, también conocido como Paisaje con figuras danzando y El molino, es un cuadro realizado por el pintor francés del Barroco Claudio de Lorena. Mide 149 cm de alto y 197 cm de ancho, y está pintado al óleo sobre lienzo. Data de 1648 y se encuentra en la National Gallery de Londres.

## Historia

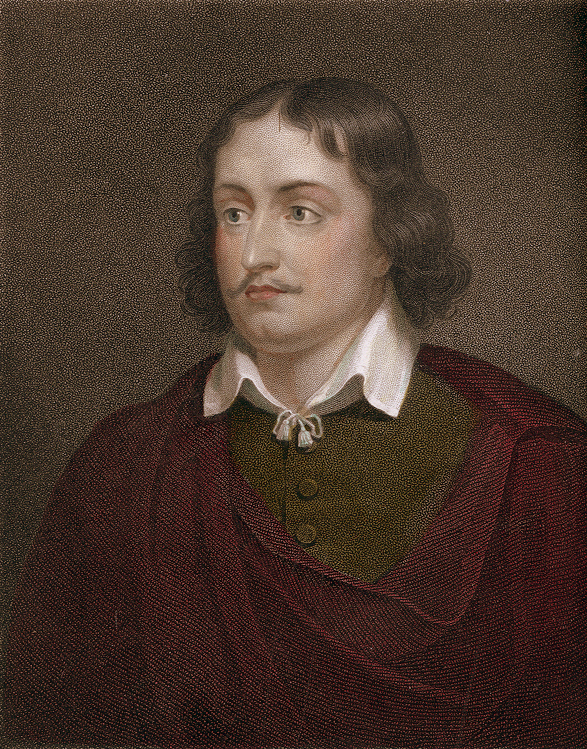
Claudio de Lorena

Claudio de Lorena fue un pintor francés establecido en Italia. Perteneciente al período del arte Barroco, se enmarca en la corriente denominada clasicismo, dentro del cual destacó en la pintura de paisaje. En su obra reflejó un nuevo concepto en la elaboración del paisaje basándose en referentes clásicos —el denominado «paisaje ideal»—, que evidencia una concepción ideal de la naturaleza y del propio mundo interior del artista. Esta forma de tratar el paisaje le otorga un carácter más elaborado e intelectual y se convierte en el principal objeto de la creación del artista, la plasmación de su concepción del mundo, el intérprete de su poesía, que es evocadora de un espacio ideal, perfecto.
Esta obra fue realizada para el cardenal Camillo Pamphili, sobrino del papa Inocencio X, pero poco antes de su entrega se produjo el escándalo de su renuncia a los hábitos para casarse con Olimpia Aldobrandini, hecho por el cual tuvo que exiliarse durante cuatro años, por lo que finalmente el cuadro fue vendido al duque de Bouillon, general de la armada pontificia. Este cuadro formaba pareja (pendant) con Puerto con el embarque de la Reina de Saba (1648, National Gallery, Londres).
Poco después el ex-cardenal encargó una segunda versión del cuadro (Paisaje con figuras danzando, 1648, Galería Doria-Pamphili, Roma), junto a otro titulado Vista de Delfos con una procesión (1650, Galería Doria-Pamphili, Roma).
El cuadro estuvo en posesión de la familia Bouillon hasta 1803, excepto durante la Revolución francesa, período en que fue requisado; luego fue propiedad de la familia Erard en Londres y, posteriormente de la familia Angerstein, hasta que fue adquirido por la National Gallery en 1824.
El lienzo incluye una inscripción original con el título MARI[AGE] DISAC AVEC REBECA y está firmado CLAVDIO. G.L.I.N. V. ROMAE 1648 F. Figura en el Liber Veritatis (cuaderno de dibujos donde Claudio dejaba constancia de todas sus obras, para evitar las falsificaciones) con el número 113. Este dibujo tiene la inscripción «quadro faict per l'excellentmo sig principe Panfil».

## Descripción

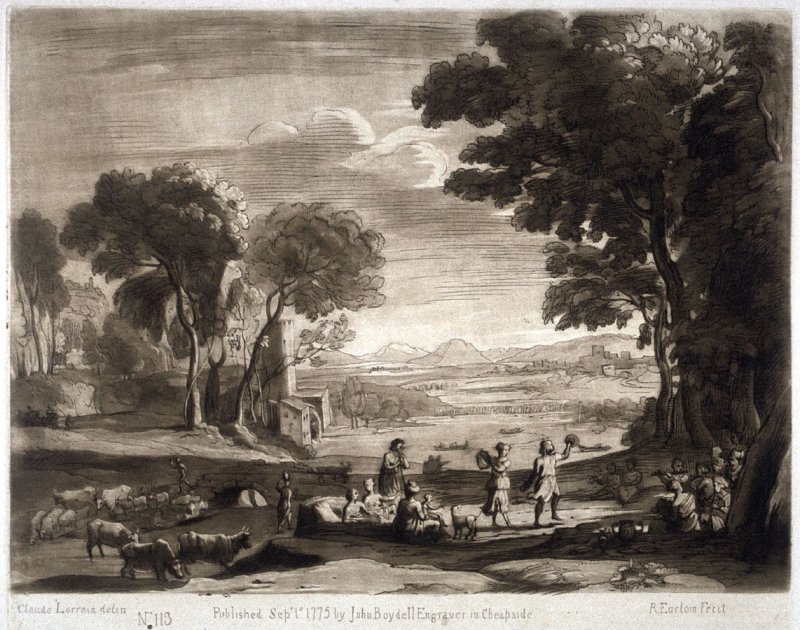
Dibujo 113 del Liber Veritatis de Claudio, correspondiente a este cuadro

Este paisaje pertenece al período de madurez del artista. Por entonces Claudio era uno de los más famosos paisajistas de Europa, honrado por soberanos como Urbano VIII y Felipe IV. En los años 1640 recibió la influencia de Rafael —a través de los grabados de Marcantonio Raimondi—, especialmente en las figuras, así como de Annibale Carracci y Domenichino, como se denota en sus obras Paisaje con San Jorge y el dragón (1643), Paisaje con Apolo custodiando los rebaños de Admeto y Mercurio robándoselos (1645) y Paisaje con Agar y el ángel (1646).
El paisaje domina la casi totalidad de la composición, una típica estampa de la campiña romana que solía representar Claudio en sus obras. El tema representado, la boda entre Isaac y Rebeca, es un mero pretexto para situar figuras humanas en el paisaje plasmado por Lorena, que era su verdadero interés, algo usual en su producción pictórica. En primer término, en la parte inferior derecha del cuadro, aparecen los novios bailando, rodeados de los demás asistentes a la boda. En el lado izquierdo un pastor conduce sus rebaños. En el centro hay un río surcado de barcas de pescadores, al fondo del cual hay un puente. En segundo plano, a la izquierda, se vislumbra tras una arboleda un grupo de edificios entre los que se distingue un molino de agua, coronados por una alta torre de forma redonda; junto al molino se distinguen unas lavanderas que lavan ropa en el río. En un segundo plano a la derecha, tras los altos árboles que dominan el lado derecho del cuadro, se distingue una ciudad en lontananza. El fondo superior del cuadro está dominado por un límpido cielo azul, surcado por algunas nubes.
Sobre la iconografía, sostiene Doretta Cecchi que la escena original debía estar probablemente inspirada en la mitología clásica —en cuyo caso su pareja, el Embarque de la Reina de Saba, habría sido más probablemente un Embarque de Cleopatra—, en consonancia con el gusto del comitente, como se comprueba en otras obras encargadas por el cardenal Pamphili a Claudio: Paisaje con Apolo custodiando los rebaños de Admeto y Mercurio robándoselos (1645, Galería Doria-Pamphili, Roma), Paisaje con Céfalo y Procris reunidos por Diana (1645, Galería Doria-Pamphili, Roma) y Paisaje con pastores (1646, Szépművészeti Múzeum, Budapest). Así pues, habría sido probablemente la nueva adquisición por parte del duque de Bouillon la que habría motivado el cambio de título a un tema religioso.
Según Anthony Blunt la composición del cuadro denota una clara influencia de Domenichino, mientras que algunos detalles, como los recipientes de la derecha, están inspirados en Poussin.